# Bonde (adelsätt)
Bonde är en svensk uradlig ätt, adelssläkt nummer 11 (utslocknad), friherrelig nummer 20 samt grevlig nummer 41. Den mest kände medlemmen är kung Karl Knutsson. Ur ätten har de båda grevliga ätterna Bonde af Säfstaholm (utslocknad) och Bonde af Björnö förgrenats. Sveriges tre äldsta levande ätter är Bonde, Bielke samt Natt och Dag.

## Historia
Namnet Bonde användes redan under medeltiden, om än inte av alla ättemedlemmar.
En möjlig tänkbar tidigaste belagd medlem av släkten är Torer Bonde, som i mitten av 1280-talet bevittnade en donation till Vreta kloster. Annars utgår ättartalen från bröderna Erengisle Petersson och Tord Bonde. Dessa har utan egentlig grund antagits vara halvbröder men man kan utgå från att den äldste medlemmen är Erengisles far Peter. Försök har gjorts att identifiera denne med en Peter Erengislesson med besittningar i Finnveden och Värend, vilket är osannolikt på grund av kronologin, liksom med en hypotetisk Peter Tordsson, son till en år 1259 omnämnd Tord Petersson, vilket dock enbart bygger på att namnen Tord och Peter var vanliga i ätten under 1300-talet.
Traditionellt räknas släkten som stammande från Småland men detta bygger endast på att släkten ägt vissa gårdar där; på liknande grund kan man hävda Östergötland som stamort, då de från Tord och Erengisle utgående släktgrenarna hade ägor där under det tidiga 1300-talet.

## Vapen
Ätten har så länge man kunnat följa den fört en båt i sitt vapen, liksom flera andra familjer från Småland och Östergötland, varav minst två var besläktade med ätten.

## Personer ur ätten (urval)

### Ätten under medeltiden (urval)
- Erengisle Petersson (Bonde)
- Tord Bonde (Petersson)
  - Peter Tordsson (Bonde), riddare och riksråd
  - Rörik Tordsson (Bonde), riksråd
    - Tord (Röriksson) Bonde, riddare och riksråd
      - Knut Bonde (Tordsson), riksråd
        - Karl Knutsson (1408/1409–1470), kung
          - Karl Karlsson (Bonde), tronpretendent

      - Karl Tordsson (Bonde), riksråd
        - Tord Bonde (Karlsson), riddare, riksråd och marsk

      - Peder Tordsson (Bonde), riddare
        - Tord Pedersson (Bonde, död 1412), riddare
        - Filip Bonde (Pedersson), riksråd
          - Magnus Filipsson (Bonde), riksråd
          - Tord Filipsson (Bonde), riksråd och lagman
            - Tord Bonde (Magnusson), riksråd
              - Måns Bonde (död 1560)

### Senare personer i släkten
- Karl Bonde (1581–1652), friherre, kammarherre, riksråd
  - Christer Bonde (1621–1659)
  - Gustav Bonde (1620–1667), riksskattmästare
    - Karl Bonde (1648–1699), greve, ambassadör, kungligt råd
      - Gustaf Bonde (1682–1764), landshövding, riksråd
      - Nils Bonde af Björnö (1685–1760), landshövding

- Claës Ulfsson Bonde (1664–1726), president och genealog
- Gustaf Ulf Bonde (1698–1772), kammarherre, herre till Sävstaholm
- Jöns Alexander Bonde (1721–1799), officer och porträttmålare
- Karl Bonde (1741–1791),
- Karl Göran Bonde (1757–1840), en av rikets herrar
- Gustaf Trolle-Bonde d.ä. (1773–1855), greve, excellens, mecenat, en av rikets herrar
- Gustaf Trolle-Bonde d.y. (1806–1884), greve, officer och godsägare
- Carl Jedvard Bonde (1813–1895), friherre, överstekammarherre och riksdagsman
- Wilhelmina Bonde grevinna och överhovmästarinna, hustru till Carl Jedvard Bonde
- Knut Filip Bonde (1815–1871), hovman och riksdagsman
- Carl Trolle-Bonde (1843–1912)
- Carl Carlson Bonde (1850–1913), talman och liberal politiker
- Christer Bonde (1869–1957)
- Carl Bonde (1872–1957), OS-medaljör i dressyr 1928
- Nils Gustaf Bonde af Björnö (1874–1951), major, militärattaché
- Claes Bonde (1878–1965), diplomat
- Knut Bonde (1884–1952), friherre, diplomat och författare
- Gustaf Bonde (1911–1977), diplomat
- Carl Bonde (1914–1990), greve och hovjägmästare
- Oskar Bonde, (f. 1979) greve, musiker i Johnossi
- Christina von Schwerin, f. Bonde, hovdam (f. 1943)
- Ingrid Bonde, (f. 1959), civilekonom och företagsledare
- Magdalena Bonde (f. 1967), IT-entreprenör och företagsledare
- Sofi Bonde (född 1976), Sångerska, låtskrivare

## Egendomar
- Bordsjö, Aneby , stamgods för ätten som innehaft det sedan 1365 (Peter Ehrengislesson Bonde)
- Bondeska palatset, Stockholm (uppfört av Gustaf Bonde 1662–1673, sålt sent 1600-tal)
- Bondeska palatset i kvarteret Rosenbad uppfört av Karl Bonde 1787–1798. I släkten Trolle-Bondes ägo fram till 1898.
- Bosjökloster, Skåne, (i släktens ägo sedan 1908)
- Cruuska palatset, Stockholm (uppfört av Karl Bonde efter 1635, sålt före mitten av 1700-talet)
- Ericsbergs slott, Södermanland (ägs sedan 1808 av medlemmar ur släkten Bonde)
- Gimmersta herrgård, Södermanland (gjordes till fideikommiss för Carl Carlsson Bonde. Sålt 2011)
- Hässelby slott, Stockholm (i släktens ägo från 1640-talet till 1931)
- Hörningsholms slott, Stockholm (i släktens ägo sedan 1746)
- Katrinedals Gård, Uppland (Köptes på 1960-talet av Greve Gustav Bonde af Björnö)
- Kjesäter slott, Vingåker, ägs sedan 1962 av Svenska Scoutförbundet, numera folkhögskola, Se Kjesäters folkhögskola.
- Mauritzberg, Östergötland (ägdes av Christer Bonde 1904–1912)
- Säfstaholms slott, Södermanland (från 1700-talet till 1920 inom släkten Bonde)
- Teleborgs slott, Småland (Uppfört 1900 av Gustav Fredrik Bonde af Björnö och hans maka Anna Koskull, sålt 1964)
- Toftaholm, Småland (i släktens ägo från 1300-talet till 1920)
- Trolleholms slott, Skåne (ägs sedan 1770 av medlemmar ur släkten Bonde)
- Tureholms slott, Södermanland (ägs sedan 1935 av medlemmar ur släkten Bonde)
- Vibyholms slott, Södermanland (i släktens ägo sedan 1700-talet)
- Villa Bonde, Diplomatstaden (uppförd 1925 för Nils Gustaf Bonde och Margit Bonde, nuvarande Turkiska ambassaden)
- Örenäs slott, Skåne (ägdes av Fredrik Bonde 1919–39)

## Bilder

År 1448 lät Karl Knutsson Bonde skapa vad som kom att bli matrisen för det nuvarande Svenska Riksvapnet.
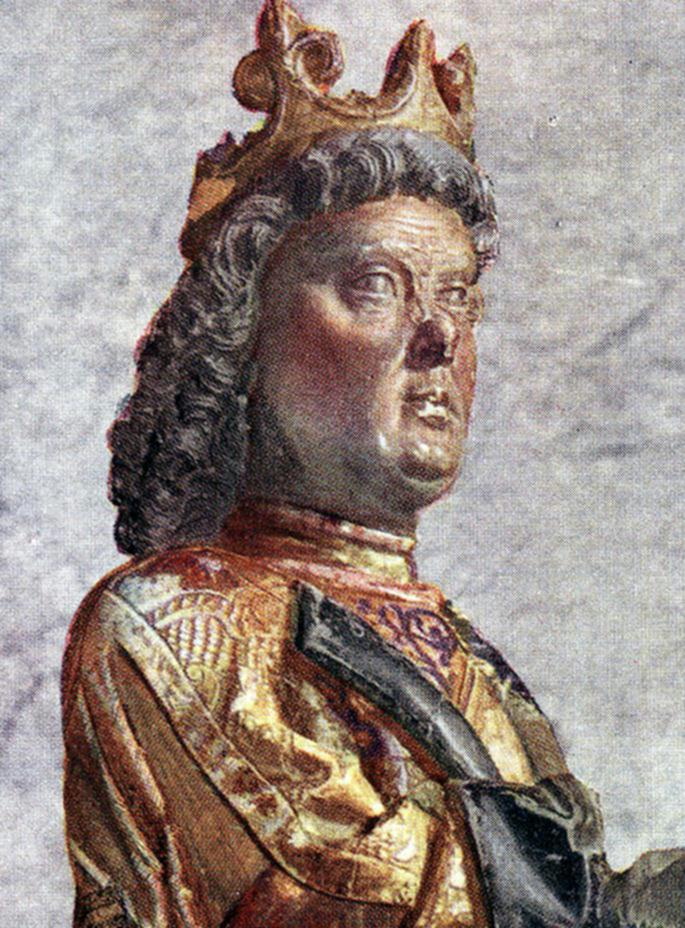
Kung Karl, här skulpterad av Bernt Notke, var Sveriges kung i tre skilda perioder mellan 1448 och 1470.
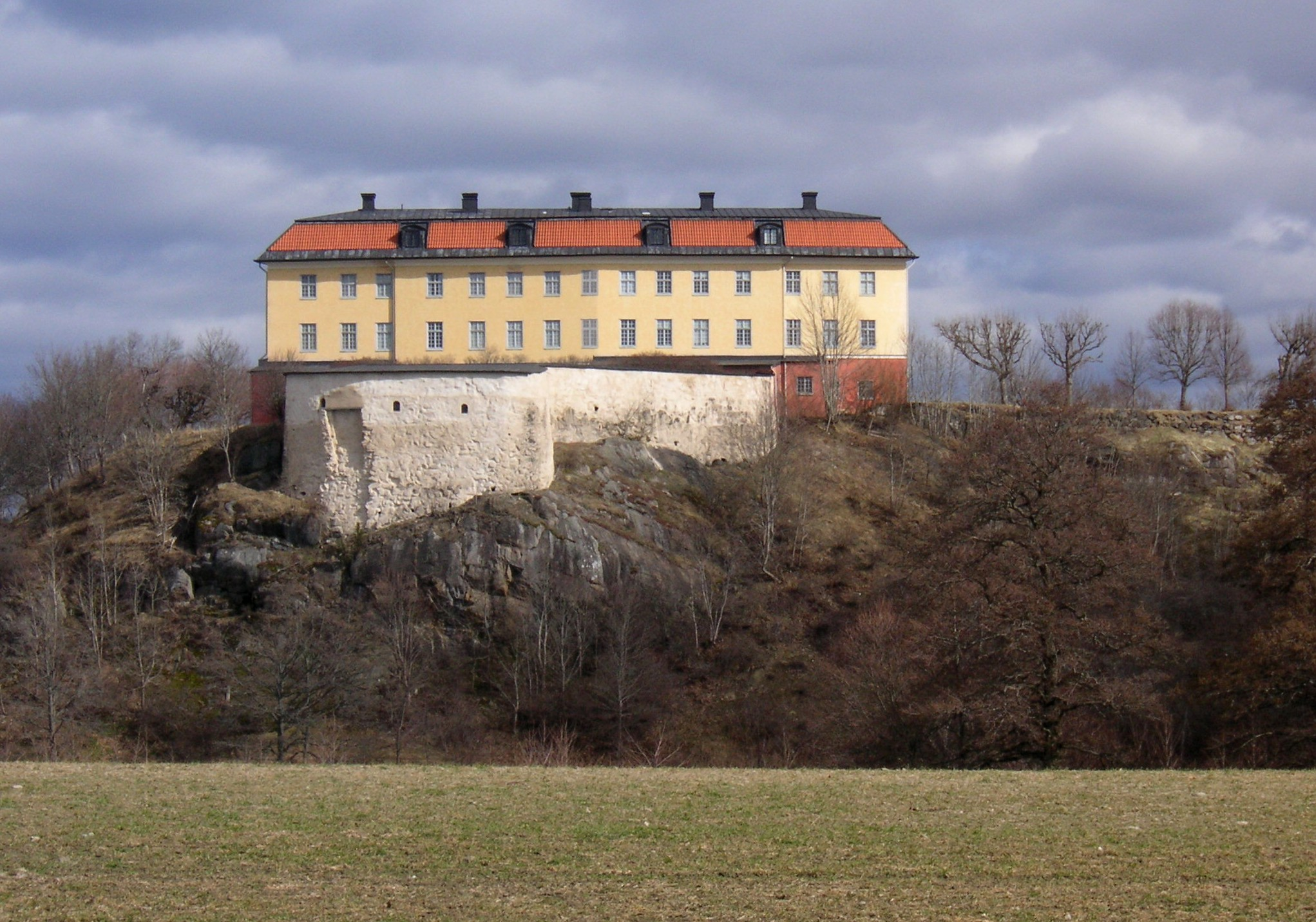
På Hörningsholm bor (2014) ättens huvudman.
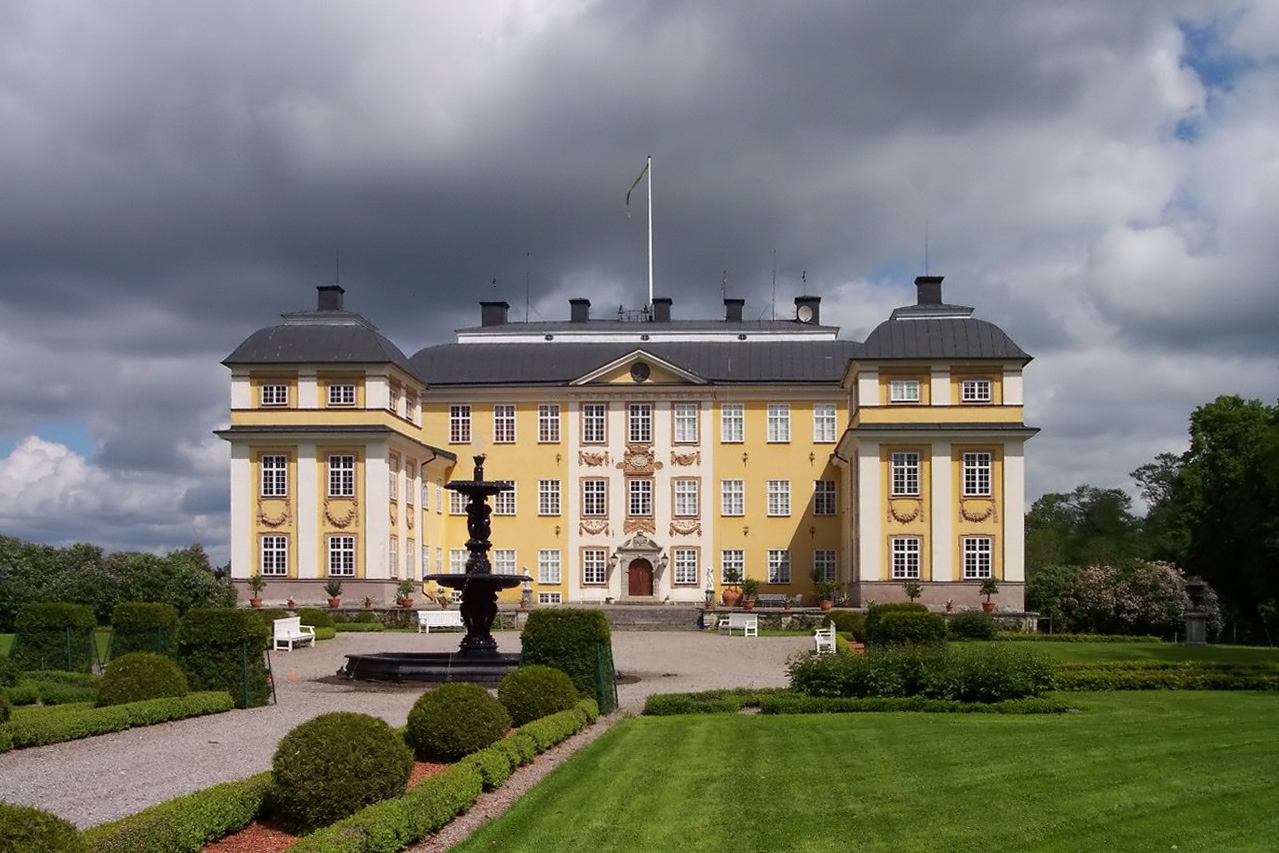
Ericsbergs slott.
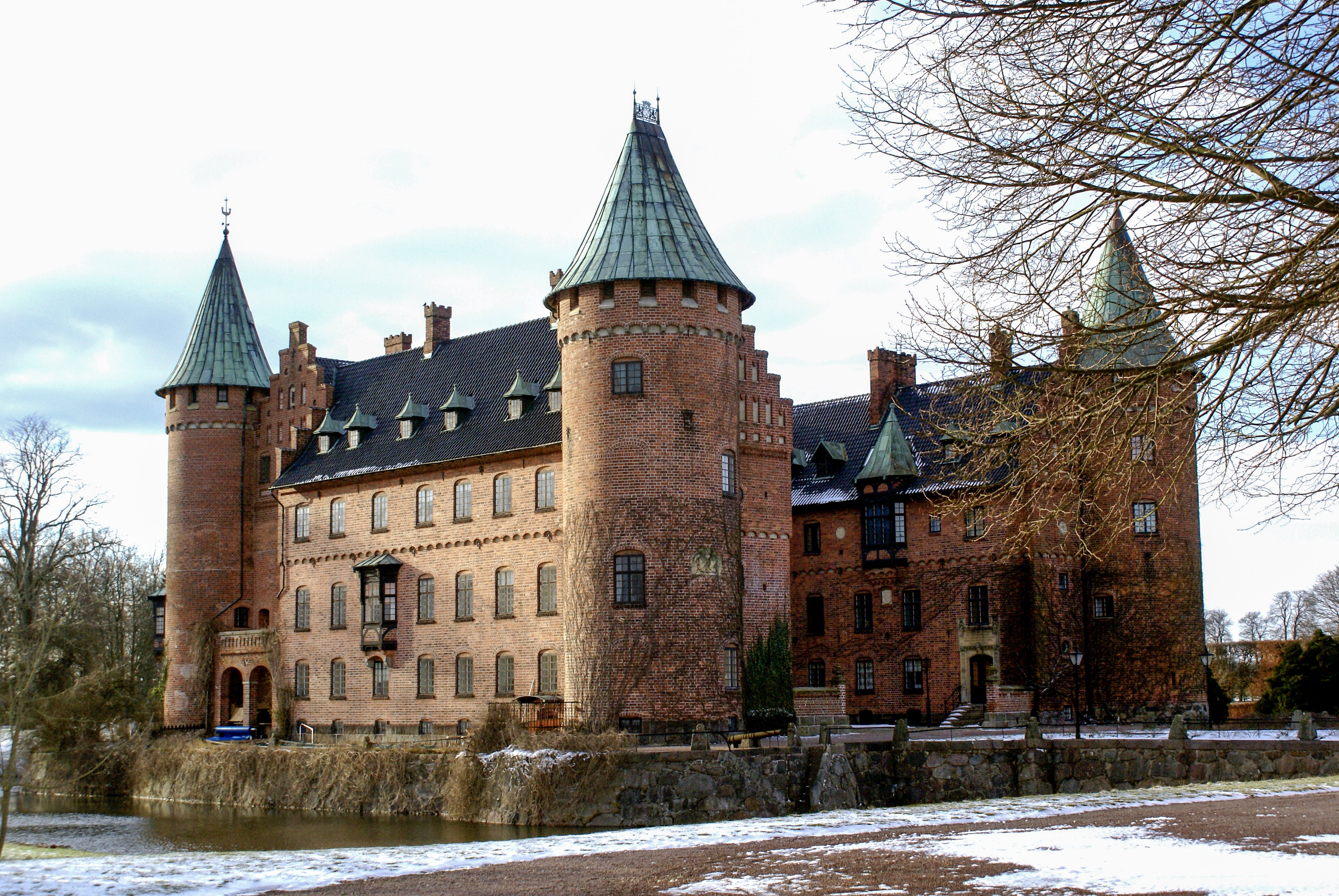
Trolleholms slott.